# Jako
Jako AG (произносится как Я́ко, некоторыми ошибочно произносится как Джа́ко) — немецкая промышленная компания, специализирующаяся на выпуске спортивной экипировки (одежда, обувь, аксессуары) и инвентаря. Основана 1 ноября 1989 года Руди Шпрюгелем (Rudi Sprügel).
Компания работает в более чем 40 странах. Главное здание компании находится в округе Холленбах коммуны Мульфинген земли Баден-Вюртемберг на юго-западе Германии.

## Спонсорство

### Футбол

#### Национальные сборные
По состоянию на январь 2018 года.
- Ирак
- Йемен
- Северная Македония
- Молдавия
- Оман
- Палестина
- Сирия
- Туркменистан
- Узбекистан

#### Клубы
Экипирует несколько футбольных клубов Австралии. В Азии сотрудничает с рядом футбольных клубов из Ирака, Иордании, Ливана, Саудовской Аравии, Бахрейна, Катара, ОАЭ и Узбекистана. Наибольшее количество футбольных клубов, сотрудничающих с Jako, находится в Европе. Бренд Jako выбрали для себя несколько клубов из Австрии, Бельгии, Болгарии, Хорватии, Кипра, Чехии, Латвии, Нидерландов, Сербии, Словакии, Швейцарии и Украины, а также ряд клубов из Германии, Белоруссии, Венгрии, Исландии, Польши и России.